# Lịch để bàn
Lịch để bàn là một loại ấn phẩm lịch để sử dụng trong văn phòng và trong các gia đình.

## Cấu tạo
Lịch để bàn thường được in trên giấy chất lượng tốt, dày và khổ nhỏ (thường bằng cuốn sổ tay), có khung giá bằng bìa cứng để có thể dựng đứng tại bàn làm việc. Người ta thường đóng lịch để bàn bằng ghim xoắn hoặc ghim vòng bằng nhựa. Lịch để bàn có thể được gấp lại cho gọn.
Thông thường mỗi tờ có lịch để bàn có 1 tháng trong năm được in lên 1 mặt, nếu tính thêm tờ bìa một cuốn lịch để bàn thường có 13 tờ.
Trong mỗi tờ lịch, ngoài ngày tháng người ta hay in kèm theo các hình ảnh. Người ta thường in các ảnh mỗi cuốn lịch theo chủ đề: phong cảnh, thiên nhiên, tranh vẽ, người đẹp, hoa, công trình xây dựng hoành tráng vv...

## Công dụng
Cũng như lịch treo tường, ngoài tác dụng để cung cấp thông tin và giúp người dùng lịch thưởng thức ảnh đẹp, một số doanh nghiệp đặt in lịch và phát tới nhân viên và khách hàng còn nhằm quảng cáo cho thương hiệu công ty mình, trên mỗi tờ lịch có in tên công ty và hình ảnh công ty. Một số cơ quan, văn phòng cũng in ấn phẩm lịch làm quà lưu niệm. Tên các đơn vị phát hành lịch có thể được tin trên từng tờ lịch hoặc in thẳng lên khung bìa cứng của cuốn lịch, khi đó khung bìa này có kích thước lớn hơn các tờ lịch.
Lịch của các công ty nước ngoài phát hành ở Việt Nam thường chỉ có dương lịch mà không có âm lịch. Lịch do các đơn vị Việt Nam phát hành có bổ sung thêm ngày âm lịch in nhỏ hơn ở bên cạnh ngày dương lịch nhằm đáp ứng nhu cầu so ngày âm của người Việt Nam.

## Phân loại
Lịch để bàn hiện nay gồm có các loại chính sau:
Lịch để bàn chữ A có nhiều kích thước khác nhau nhưng thường có kích thước 19 cm x 22 cm đế bằng Simili, đế gỗ hoặc bằng giấy bồi,… nội dung lịch được in trên chất liệu giấy Couche, nội dung được in trên 13 tờ hoặc 52 tờ (lịch 52 tuần)
Lịch để bàn chữ M tương tự như lịch chữ A nhưng có thêm phần Note để chú thích công việc, ngày tháng hoặc đánh dấu những sự kiện quan trọng… Kích thước lịch thường là 16x24cm loại 13 tờ hoặc 53 tờ (Lịch để bàn 52 tuần) đế bằng Simili hoặc gỗ,…
Lịch để bàn đế nhựa giống lịch để bàn chữ A, có đế nhựa lịch có kích thước 14 cm x 27 cm, bìa lịch in Metalize, các trang trong in bằng giấy Couche’ Matt
Ngoài những mẫu lịch để bàn phổ biến trên, lịch để bàn còn được các công ty xuất bản với nhiều biến tấu về chất liệu, hình thức độc đáo như meka, gỗ, simili…